# 不均柔星珊瑚
不均柔星珊瑚（学名：Leptastrea inaequalis）为菊珊瑚科柔星珊瑚屬下的一个种。